# La Victoria, Yecuatla
La Victoria är en ort i Mexiko.   Den ligger i kommunen Yecuatla och delstaten Veracruz, i den sydöstra delen av landet, 250 km öster om huvudstaden Mexico City. La Victoria ligger 528 meter över havet och antalet invånare är 374.
Terrängen runt La Victoria är kuperad åt nordost, men åt sydväst är den bergig. Runt La Victoria är det ganska tätbefolkat, med 93 invånare per kvadratkilometer. Närmaste större samhälle är Misantla, 12,7 km nordväst om La Victoria. I omgivningarna runt La Victoria växer i huvudsak städsegrön lövskog.